# Long Beach (Kalifornien)
Long Beach (englisch für „Langer Strand“) ist eine Stadt im Los Angeles County im US-Bundesstaat Kalifornien mit 470.130 Einwohnern (Stand 2020). Das Stadtgebiet hat eine Größe von 170,6 km². Long Beach ist eine principal city der Los Angeles–Long Beach–Anaheim, CA Metropolitan Statistical Area, die Teil der Greater Los Angeles Area ist. Die Stadt ist nach Los Angeles die zweitgrößte Stadt der Metropolregion sowie die siebtgrößte in Kalifornien.

## Geschichte
Vor der Ankunft europäischer Einwanderer lebten Indianer vom Stamm der Tongva in dem Gebiet, das heute von Long Beach eingenommen wird. Die Stadt wurde 1880 von William E. Willmore als Willmore City gegründet. Willmore scheiterte jedoch und verkaufte seine Grundstücke an die Long Beach Land and Water Company, die der jungen Siedlung 1888 den Namen „Long Beach“ gab. 1921 wurde auf dem Gebiet von Long Beach Erdöl entdeckt, was ein rasches Wachstum der Stadt zur Folge hatte. 1933 erschütterte das sogenannte Long-Beach-Erdbeben mit einer Stärke 6,4 auf der Richterskala die Stadt und ihre Umgebung und richtete schwere Schäden an, 120 Menschen kamen dabei ums Leben.
Long Beach erhielt in den Jahren 2002, 2003 und 2004 für die vielen Parks und Erholungsgebiete eine Goldmedaille.

## Demographie
| Jahr | Einwohner¹ |
| ---- | ---------- |
| 1980 | 361.498    |
| 1990 | 429.433    |
| 2000 | 461.412    |
| 2010 | 462.236    |
| 2020 | 466.742    |

Die Volkszählung 2010 ergab eine Einwohnerzahl von 462.257. Die Bevölkerung wuchs damit verglichen mit dem gesamten Bundesstaat Kalifornien gering, nämlich um weniger als 1000 Personen. Die Bevölkerung der Stadt besteht mehrheitlich aus der Bevölkerungsgruppe der Latinos. Sie stellen rund 40 Prozent der Einwohner Long Beachs. Weiße ohne hispanischen Hintergrund machen nur etwas mehr als 29 Prozent der Einwohner der Stadt aus, was im Vergleich zu den USA oder Kalifornien ein geringer Anteil ist. Afroamerikaner sind mit 13 Prozent an der Bevölkerung vertreten. Mit einem Anteil von rund 12 Prozent sind asiatischstämmige Bürger überdurchschnittlich stark repräsentiert. Weitere Bevölkerungsgruppen sind Minderheiten von jeweiligen Anteilen von unter fünf Prozent. Die Anzahl der Haushalte betrug 163.531, wodurch im Durchschnitt auf jeden Haushalt 2,78 Personen entfallen. Auf 100 Frauen kamen 96,1 Männer. Das Medianalter der Bürger Long Beachs betrug 33,2 Jahre.

## Wirtschaft und Verkehr
Der Hafen von Long Beach ist der zweitgrößte der USA mit einem Umschlagsvolumen von rund 66 Millionen Tonnen pro Jahr. Der Container-Umschlag lag im Jahr 2017 bei 7,54 Mio. TEU. Im Hafen liegen die vier künstlichen THUMS Islands, auf denen Erdöl und Erdgas gefördert werden.
In der zivilen Verkehrsluftfahrt ist Long Beach durch zwei Flugzeughersteller bekannt, die in Long Beach ihren Sitz hatten: Die Douglas Aircraft Company sowie der Flugzeughersteller McDonnell Douglas, welcher 1997 von Boeing übernommen wurde. Die letzten beiden Flugzeuge vom Typ Boeing 717, die in Long Beach hergestellt wurden, wurden am 23. Mai 2006 ausgeliefert. Danach wurde die Produktion ziviler Flugzeuge an diesem Standort eingestellt. Im November 2015 wurde am Standort das letzte Militärflugzeug, eine C-17, fertiggestellt und ein Großteil der Boeing-Anlagen geschlossen.
Bis 1992 beherbergte die heute leer stehende Kuppel im Hafengebiet das Flugzeug mit der damals größten Spannweite der Welt, das einzige Exemplar der Hughes H-4 („Spruce Goose“) des Luftfahrt-Unternehmers Howard Hughes. Seit 1992 ist es im Evergreen Aviation Museum in McMinnville, Oregon, untergebracht.
Die Verkehrsanbindung ist hervorragend durch den Hafen, den Long Beach Airport, den San Diego Freeway, Golden Gate Freeway, Long Beach Freeway, Santa Monica Freeway, San Gabriel River Freeway und den Pacific Coast Highway.

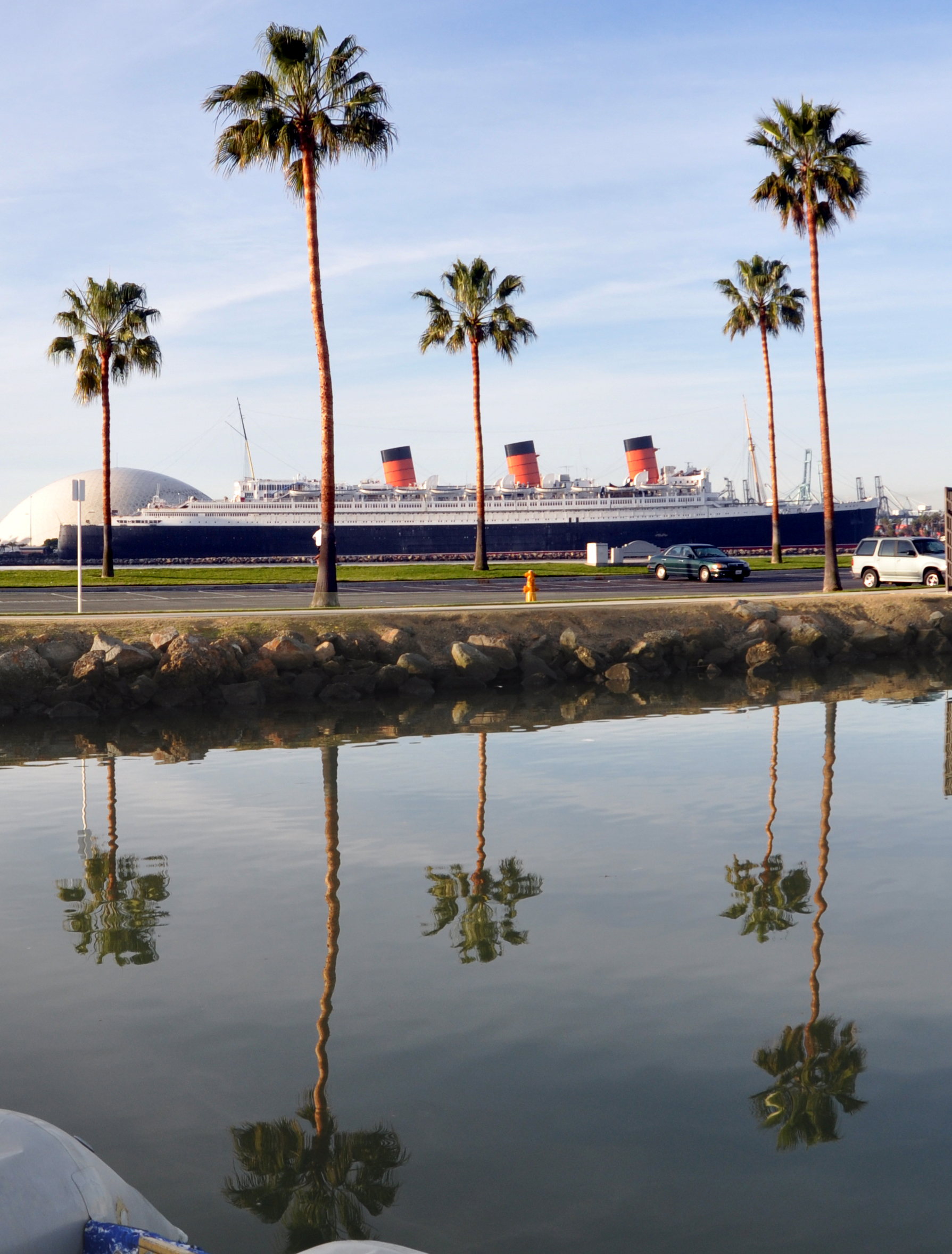
RMS Queen Mary im Hafen von Long Beach

## Kultur und Sehenswürdigkeiten
In der Stadt gibt es ein breites kulturelles Angebot durch diverse Museen und die Philharmonie. Seit 1980 findet jährlich das Long Beach Blues Festival statt.
1967 hat die Queen Mary im Hafen von Long Beach ihren letzten Liegeplatz erhalten. Sie dient jetzt als Hotel und Museum.
1998 wurde das Aquarium of the Pacific eröffnet.

## Bildung
Die California State University, Long Beach (CSULB), früher auch Long Beach State University (LBSU), gehört zum Verbund der staatlichen Universitäten der California State University und ist mit über 30.000 Studenten eine der größten Hochschulen im Großraum Los Angeles.

## Sport

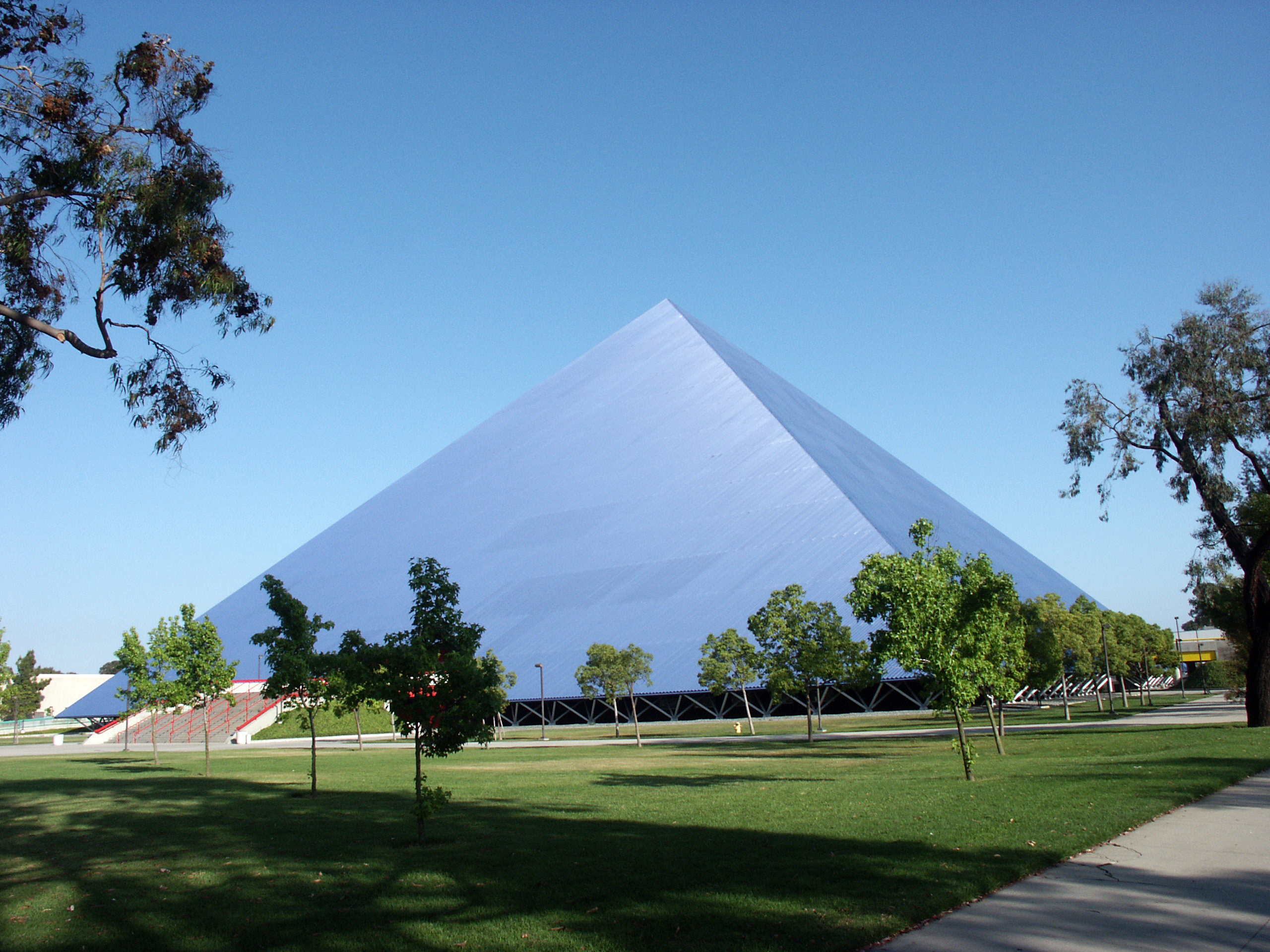
Walter-Pyramide in Long Beach

Die Walter-Pyramide ist die Sporthalle der Basketballer und Volleyballer der California State University, Long Beach. Sie wurde am 30. November 1994 eingeweiht und fasst 5.000 Zuschauer. Sie ist 18 Stockwerke hoch und hat eine Seitenlänge von 104 Metern. 2005 erhielt sie den Namen Walter-Pyramide zu Ehren von Mike und Arline Walter, die über lange Zeit die Universität durch Zuwendungen unterstützt hatten.
Der Long Beach Grand Prix findet jährlich auf den Straßen der Stadt rund um das Convention Center am Hafen statt und ist weltweit eine der größten und bestbesuchten Rennveranstaltungen. Das Rennen wurde 1975 als Formel-5000-Rennen begründet und von 1976 bis 1983 als Formel-1-Rennen ausgetragen. Von 1984 bis 2007 gehörte das Rennen zur Champ Car World Series. Seit 2008 zählt das Rennen zur wiedervereinigten IndyCar Series. Die Veranstaltung ist das größte Automobil-Straßenrennen in den Vereinigten Staaten mit geschätzten 300.000 Zuschauern jährlich über alle drei Tage. Aufgrund seiner herausragenden Stellung in den USA und seinem Charakter als Rennen auf öffentlichen Straßen wird der Long Beach Grand Prix häufig auch mit Bezug auf den Monaco Grand Prix der Formel 1 als das „Monaco der USA“ bezeichnet. Am 4. April 2015 wurde auf einer verkürzten Variante der Strecke der erste Long Beach E-Prix ausgetragen.
Im Sommer 1985 fand im Speedway-Stadion von Long Beach das Speedway-Mannschafts-Weltmeisterschafts-Finale 1985 statt.

## Persönlichkeiten

### Persönlichkeiten, die vor Ort gewirkt haben
- Frank Merriam (1865–1955), Politiker
- James Hilton (1900–1954), britischer Schriftsteller
- Dorothy Buffum Chandler (1901–1997), Verlegerin, Kunstmäzenin und Sammlerin
- Robert Mitchum (1917–1997), Schauspieler
- DeForest Kelley (1920–1999), Schauspieler
- Bob Lemon (1920–2000), Baseballspieler und -manager
- Elizabeth Short (1924–1947), Mordopfer
- George Deukmejian (1928–2018), Politiker
- Melissa Etheridge (* 1961), Singer-Songwriterin und Rockmusikerin
- Bradley Nowell (1968–1996), Singer-Songwriter und Rockmusiker
- Nate Dogg (1969–2011), Rapper und Sänger
- Jesse James (* 1969), Unternehmer und Fernsehmoderator
- Wendi McLendon-Covey (* 1969), Schauspielerin
- Warren G (* 1970), Rapper
- Mike Vallely (* 1970), Skateboarder
- Long Beach Jane Doe († 1974), nicht identifiziertes Mordopfer
- Snoop Dogg (* 1971), Rapper
- Bad Azz (1975–2019), Rapper
- O. T. Genasis (* 1987), Rapper
- Vince Staples (* 1993), Rapper
- Jennette McCurdy (* 1992), Schauspielerin

### Musikbands
- The Dove Shack, Hip-Hop-Gruppe
- Rival Sons, Rock
- Twinz, Hip-Hop-Duo
- Sublime, Ska-Band

## Städtepartnerschaften
- Bacolod City, Philippinen
- Izmir, Türkei
- Kolkata, Indien
- Manta, Ecuador
- Mombasa, Kenia
- Phnom Penh, Kambodscha
- Qingdao, China
- Sotschi, Russland
- Valparaíso, Chile
- Yokkaichi, Japan